# 天霧 (駆逐艦)
天霧（あまぎり）は日本海軍の吹雪型駆逐艦13番艦。15番艦とする資料もある。吹雪型のII型で、 1930年（昭和5年）11月に竣工した。1943年（昭和18年）8月、後の米大統領ジョン・F・ケネディが艇長を務めた魚雷艇PT-109と衝突、沈没させた。ソロモン海で多数の輸送作戦に参加し激戦を生き抜いたが、1944年（昭和19年）4月にマカッサル海峡で触雷して沈没した。

## 艦歴

### 太平洋戦争開戦まで
1928年（昭和3年）9月11日、建造予定の吹雪型駆逐艦2隻に天霧と朝霧の艦名が与えられ、艦艇類別等級表に類別された。天霧は東京石川島造船所で11月28日に起工。1930年（昭和5年）2月27日に進水し、11月10日に竣工した。12月1日、天霧と朝霧 で第8駆逐隊（横須賀鎮守府籍)が編成された。

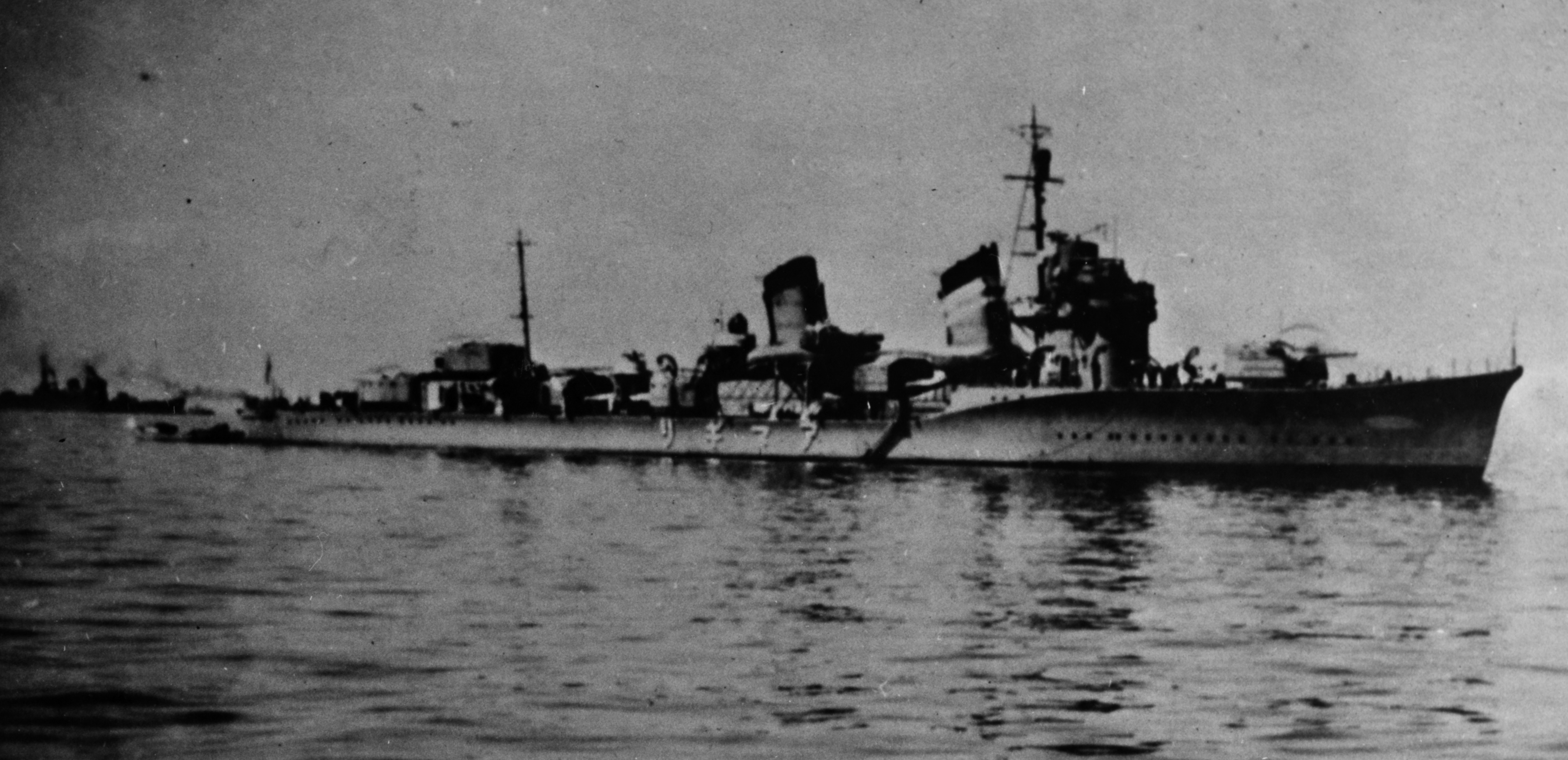
太平洋戦争開戦前の天霧

12月3日に夕霧 、1931年（昭和6年）1月31日に狭霧が編入され、第8駆逐隊は天霧、朝霧、夕霧、狭霧の4隻となった。4隻を霧級と呼ぶ記述もある。12月1日、第二艦隊・第二水雷戦隊に編入し、狭霧が第8駆逐隊から除かれた。1933年（昭和8年）11月15日、第8駆逐隊は第二水雷戦隊から外れ、12月11日から横須賀警備戦隊所属となった。
第8駆逐隊は1935年（昭和10年）9月26日、第四艦隊に所属して演習に参加し三陸沖を航行中、台風に遭遇した（第四艦隊事件）。天霧は小破し、損傷した夕霧が10月24日に第8駆逐隊から外れた。11月15日、第二艦隊・第二水雷戦隊に再び編入した。1936年（昭和11年）12月1日、夕霧が第8駆逐隊に復帰した。1937年（昭和12年）からは支那事変や仏印進駐に参加した。
1939年（昭和14年）11月1日、第8駆逐隊は第20駆逐隊に改称され、呉鎮守府に転籍した。1940年（昭和15年）5月1日、第20駆逐隊は第一艦隊・第三水雷戦隊に転属した。8月1日、狭霧が第20駆逐隊に編入し、4隻体制に戻った。8月11日、天霧は一日限りで第二遣支艦隊旗艦となった。9月1日、蘆田部一中佐が艦長に就任した。第三水雷戦隊は北部仏印進駐にともなう陸軍輸送船団護衛任務に従事した。1941年（昭和16年）8月11日、第20駆逐隊司令に山田雄二中佐が就任した。

### 太平洋戦争緒戦
1941年（昭和16年）12月8日に 太平洋戦争が開戦すると、第三水雷戦隊はマレー半島のシンゴラ、コタバル上陸作戦を支援した。
12月31日にクワンタンへの上陸を行なうことが決定され、その前にはシンガポールに対する航空攻撃を行なうこととされた。「天霧」は航空部隊の基地員などをコタバルへ運ぶことになった。カムラン湾より12月23日に出発した「天霧」はサイゴンで12月24日に基地員などをのせ、12月26日にコタバルへ揚陸した後シンゴラへ移動した。しかし、この作戦は中止となり、「天霧」は兵員をコタバルへ揚陸した「浅香山丸」を護衛して1942年1月1日にカムラン湾に着いた。
1942年（昭和17年）1月27日、第三水雷戦隊（旗艦・軽巡川内）はマレー半島南部エンドウ沖で日本船団の攻撃を企図した英駆逐艦サネット、豪駆逐艦ヴァンパイアを迎撃。第20駆逐隊は第11駆逐隊（白雪、吹雪、初雪）と協同でサネットを撃沈した（エンドウ沖海戦）。その後も第三水雷戦隊はスマトラ島やアンダマン諸島攻略作戦などの支援作戦に従事した。
3月10日、白雲が第20駆逐隊に編入した。4月、日本軍はインド洋の英艦隊攻撃のため第一航空艦隊をインド洋に出撃させ、南遣艦隊（小沢治三郎中将）はベンガル湾で通商破壊作戦を行った。作戦部隊は3隊に分けられ、天霧は重巡三隈、重巡最上と共に南方隊に所属し、商船5隻を沈めた。4月10日、第三水雷戦隊は南遣艦隊から除かれて各艦は内地で整備を行った。
5月19日、第20駆逐隊はミッドウェー攻略作戦の出動に備えて内海西部に集結した。第三水雷戦隊は29日、主力部隊と共に瀬戸内海を出撃した。第20駆逐隊はアリューシャン方面支援の警戒部隊に所属し、6月4日に主力部隊と分離した。17日、警戒部隊は横須賀に帰投した。その後、桂島泊地に回航し、6月下旬から奄美大島周辺で対潜掃討に従事した。7月中旬、インド洋方面通商破壊作戦（B作戦）参加のため、台湾、シンガポールを経由してマレー半島へ移動し、8月1日までにメルギーに進出した。

### 1942年 ソロモン海の戦い
8月7日、米軍はガダルカナル島、フロリダ諸島などへ上陸し、南太平洋で本格的な反攻作戦に着手した。B作戦は中止となり、第三水雷戦隊は外南洋部隊（三川軍一第八艦隊司令長官）に編入され、 第18師団（川口清健陸軍少将）の船団の護衛を命じられた。第20駆逐隊は23日までにトラック泊地に集結した。
8月24日、川内と第20駆逐隊は輸送船の佐渡丸と浅香山丸を護衛してトラック泊地を出撃、ガダルカナル島へ向かった。しかし同日の第二次ソロモン海戦で制空権を奪還できず、第二水雷戦隊が護衛する輸送船団が25日に米軍の空襲を受けて揚陸を断念したため、第十一航空艦隊から26日、駆逐艦での揚陸に変更するよう命じられた。同日夜、輸送船の川口支隊600名は第20駆逐隊に移乗。川内は輸送船を護衛してラバウルに向かい、天霧など駆逐艦4隻は27日夜の上陸をめざして南下した。しかし外南洋部隊から、別に揚陸をめざす海風、江風、磯風と合流して28日に上陸するよう命じられ、第20駆逐隊はサンタイサベル島北の洋上で待機を強いられた。28日朝に南進を再開したが、夕刻にガダルカナル島ヘンダーソン飛行場のSBDドーントレス11機が空襲し、朝霧が沈没、白雲と夕霧が大破して山田司令も戦死し、揚陸は中止となった。無傷だった天霧は、朝霧生存者135名と陸兵330名を乗せ、航行不能の白雲を曳航しショートランド泊地をめざした。救援の駆逐艦陽炎と29日に合流し、30日朝に泊地に到着した。
第20駆逐隊の全僚艦が戦線を離脱した天霧は以降、ショートランドを拠点に輸送作戦に従事した。佐渡丸と浅香丸の物資や重火器が敷設艦津軽に積み替えられ、天霧と陽炎、夕暮、哨戒艇1号・2号が護衛して9月1日に出港、ガダルカナル島に向かった。2日夜に揚陸に成功し、天霧と吹雪、白雪が飛行場を砲撃した。5日、天霧と吹雪、白雪、陽炎、夕暮でガ島に輸送。8日朝に米軍の増援が上陸して川口支隊が危機に陥り、川内と駆逐艦8隻（浦波、敷波、吹雪、白雪、天霧、陽炎、夕立、夕暮）が同日夜にルンガ泊地に突入したが、上陸船団は撤収しており、掃海艇1隻を座礁させたにとどまった（日本の記録では2隻撃破）。陸軍が10日以降に飛行場に攻撃を計画し、海軍も支援した。天霧は重巡4隻（鳥海、青葉、古鷹、衣笠）と行動したが、12-14日の川口支隊の攻撃は失敗し、ショートランド泊地に戻った。
9月17日、駆逐艦漣とガ島輸送を行った。往路で米艦爆3機の空襲を受けたが、特設水上機母艦山陽丸の零式観測機2機が米艦爆を撃退して被害はなく、輸送に成功した。陸海軍の協議で大発動艇を使った輸送作戦が採用され、天霧は第四水雷戦隊の指揮下で潜水艦伊2、伊3、綾波と共に挺身輸送隊を編制した。9月27日に大発動艇3隻（1隻は放棄）をレンドバ島まで曳航、29-30日にも曳航に成功し、補給中継基地の設営を支援した。その後も挺身輸送隊の輸送作戦は続いた。
10月1日、第20駆逐隊は解隊され、天霧は第八艦隊に編入された。7日に大発輸送は一時中断となり、天霧は第三水雷戦隊に編入された。10日、時雨、白露とガ島に輸送した。
10月、大規模なヘンダーソン基地艦砲射撃と輸送作戦が実行に移されたが、11日深夜のサボ島沖海戦で重巡古鷹と吹雪が沈没した。天霧と川内、軽巡由良、駆逐艦磯波、浦波、白露、時雨は12日午前2時にショートランド泊地を出撃、重巡衣笠や輸送隊を護衛して帰投した。13日、天霧は外南洋部隊主隊（鳥海、衣笠、駆逐艦望月）に編入した。主隊4隻は輸送作戦を援護するため同日午後9時に再び出撃、14日深夜に鳥海と衣笠が飛行場を砲撃し、15日に帰投した。しかし飛行場は健在で、揚陸地点で空襲を受けた輸送船笹子丸、旧州丸、吾妻山丸が沈没、大半の物資が失われた。17日、主隊4隻は再び出撃し、天霧と望月が飛行場を砲撃した。
陸軍がヘンダーソン飛行場の総攻撃を計画し、支援する日本海軍と米軍の機動部隊が10月26日に激突、南太平洋海戦が勃発した。天霧は白雪、望月と共に飛行場占領後に基地航空部隊を揚陸する乙増援隊に所属したが、飛行場は奪還できず作戦は中止された。11月2日、天霧は衣笠、川内、初雪と第一攻撃隊を編制し、サボ島付近に進出して輸送作戦を支援した。この後、天霧はサンタイサベル島レカタ水上機基地への補給任務に就いた。
南太平洋海戦で米機動部隊を撃退した日本軍は11月、再び金剛型戦艦によるヘンダーソン飛行場の艦砲射撃と大規模輸送作戦を計画した。天霧は第二水雷戦隊主体の輸送部隊（田中頼三少将）に加わり、望月と収容隊を構成した（編制は第三次ソロモン海戦参照）。輸送部隊は11月12日、輸送船11隻を護衛してショートランド泊地を出港し、ガダルカナル島へ向かった。14日、ラッセル島北西の海域で空母エンタープライズ艦載機、ガダルカナル島の米軍航空隊、エスピリトゥサント島のB-17重爆撃機の攻撃を受け、輸送船6隻が沈没した。天霧は550名を救助し、損傷した輸送船佐渡丸を望月と護衛して、ショートランドに帰投した。
12月9日と13日、駆逐艦夕暮とレカタ基地に輸送を行った。23日、津軽とニュージョージア島ムンダ基地に輸送を行った。
12月31日の御前会議で日本軍はガダルカナル島からの撤退を決め、日本海軍はトラック島の主要艦艇の整備を内地で行うことにした。1943年（昭和18年）1月6日、天霧と駆逐艦電はトラックを出港。電は横須賀に向かい、天霧は途中で合流した空母瑞鶴、重巡鈴谷、駆逐艦有明、夕暮と12日に内海西部に到着した。1月13日から3月10日まで、天霧は呉で修理を行った。

### 1943年 ソロモン海の戦い
2月にガダルカナル島からの撤退に成功した日本軍は、他のソロモン諸島の防衛を強化した。2月25日、天霧と夕霧は、白雪、初雪が所属する第11駆逐隊（杉野修一大佐）に編入した。白雪が3月3日にビスマルク海海戦で沈没した。天霧は10日に呉を出港、20日にラバウルに到着した。
「天霧」はラバウルを拠点にレカタへの輸送作戦に従事した。2月28-29日に「望月」、4月2-3日に「雪風」と「望月」、6-7日に望月と輸送を実施。3回目の輸送の際、「天霧」はB-17重爆1機の爆撃を受けて10名の死傷者を出した。4月29-30日、5月3日、7日、10日の4回は夕霧、望月と輸送を実施。5月16日、夕霧が米潜水艦グレイバックの雷撃で艦首が切断状態となり、天霧はラバウルまで夕霧を曳航した。
5月25日、艦長は花見弘平少佐に交代した。28日と31日、望月とレカタに輸送した。6月4日、望月、皐月とラバウル～ツルブ（ニューブリテン島西端）に輸送。10日、花見艦長がラバウルで天霧に着任した。28日、初雪とレカタに輸送した。
6月30日、米軍はニュージョージア島西のレンドバ島に上陸し、ニュージョージア島の戦いが始まった。急報を受けた杉野司令は7月1日、ブカの天霧と初雪、ブインの長月、水無月、三日月の駆逐艦5隻で同島に急行したが、連合軍側の艦隊と遭遇しなかった。2日夜には第三水雷戦隊の秋山輝男少将がブインを出撃、軽巡夕張と夕凪、三日月を陽動として、旗艦新月、天霧、初雪、長月、皐月、望月の駆逐艦5隻でレンドバ島に突入したが、米軍機と魚雷艇に迎撃され、魚雷艇を2隻撃沈したにとどまった。
米軍は7月4日、戦略目標のムンダ飛行場があるニュージョージア島に上陸した。日本軍は隣接するコロンバンガラ島の防衛を強化するため、4日と5日に第三水雷戦隊で兵員と重火器の鼠輸送を実行した。天霧は5日の輸送作戦で初雪、長月、皐月と共に第二次輸送隊を編制し、第一次輸送隊（望月、三日月、浜風）、護衛の支援隊（新月、涼風、谷風）と共にショートランド泊地を出撃した。しかしコロンバンガラ島沖で米軍の軽巡3隻、駆逐艦4隻に迎撃され、クラ湾夜戦が勃発した。輸送隊の天霧と初雪は雷撃と砲撃を行ったが、命中しなかった。日本軍は米軽巡ヘレナを撃沈したが、新月と長月を失い、秋山少将ら第三水雷戦隊司令部が全滅した。天霧は揚陸作業に戻り成功させたが、6日未明に帰投中、ヘレナの生存者を捜索する米駆逐艦（ニコラス、ラドフォード）に遭遇した。攻撃が電信室に命中し電信員や暗号員ら10名が戦死し、天霧も応戦したが命中しなかった。6日朝にブインに帰港した後、ラバウルに移動し応急修理を行った。9日、第11駆逐隊司令は山代勝守大佐に交代した。初雪が17日にブインで空襲を受けて沈没した。
8月1日、天霧はブカ島附近で駆逐艦の輸送隊（萩風、嵐、時雨）と合流、3隻を護衛してコロンバンガラ島に向かった。2日の午前2時過ぎに天霧はブラケット海峡で魚雷艇PT-109と遭遇、衝突しこれ沈没させた（後述）。輸送任務は成功し、2日夕刻に4隻はラバウルへ帰投した。艦首を損傷したため特務艦鳴戸で応急修理を行った後、4-7日にツルブ輸送を実施。さらにトラック泊地で修理を行うことになり、駆逐艦江風が天霧の代艦となった。6日、コロンバンガラ島に向かった軽巡川内と時雨など駆逐艦4隻がレーダーで探知した米艦隊の雷撃を受け、萩風、嵐、江風が沈没（ベラ湾夜戦）。天霧は結果的に難を逃れた。
8月10日、天霧は重巡鳥海を護衛してラバウルからトラック泊地に移動し、艦首の修理を行った。31日、天霧と駆逐艦文月は輸送船団（五洲丸、りおん丸、筥崎丸）を護衛してトラックを出撃し、9月4日にラバウルに入港した。その後はブカ島輸送に従事し、9月下旬以降はコロンバンガラ島からの撤退作戦に従事した。10月7-8日、天霧と望月、皐月でニューブリテン島南部・スルミに輸送。21-22日に望月と、26-27日に水無月と、いずれもブカに輸送した。31日はイボキに夕凪と輸送に向かったが、敵機に発見され中止した。
11月1日、米軍はソロモン諸島西部のブーゲンビル島に上陸した。日本軍は第五戦隊（妙高、羽黒）などによる逆上陸を計画した。天霧と夕凪、文月、卯月、水無月が輸送隊として出撃したが、逆上陸が中止されたため、ブカに向かった水無月を除いてラバウルに引き返した。5日の大規模なラバウル空襲では港外に退避した。しかし相次ぐ駆逐艦の喪失とラバウル空襲による重巡への痛打で、ソロモン海における日本と連合軍の海上戦力差は決定的となった。
6日にブーゲンビル島タロキナへの上陸作戦が決行され、天霧、文月、卯月、夕凪の輸送隊と駆逐艦大波、巻波の警戒隊が出撃した。7日未明に揚陸に成功し、ラバウルに帰投した。第三水雷戦隊（伊集院松治少将）旗艦は一時的に天霧に移り、8日に夕張に変わった。ブカへの緊急輸送作戦が発動され、天霧、夕霧、卯月の輸送隊と大波、巻波の警戒隊が編制され、21-22日に輸送に成功した。24日にも同じ編成でラバウルを出撃、揚陸に成功したが、帰投中に米駆逐艦5隻と魚雷艇9隻の攻撃を受けてセント・ジョージ岬沖海戦が勃発した。大波と巻波、夕霧が沈没したが、天霧はまたしても生還した。
12月3日深夜、天霧はラバウルからトラックに回航する長波、夕張、文月、水無月を途中まで護衛した。

6日、天霧は曳航油槽船（第二十南油「船舶番号特二〇号」）を護衛するためラバウルを出撃した。これは第二十南油を曳航していた海軍徴傭船康寧丸（中村汽船、2,345トン）がアメリカ潜水艦ピートの雷撃で撃沈されてしまったためで、水雷艇鴻、駆逐艦秋風、夕凪がかわるがわる曳航したものの、風浪によりいずれも曳航に失敗。鴻と夕凪は燃料欠乏により6日に現場を離れてラバウルへ向かった。天霧は入れ替わりに到着して警戒を開始。7日、ニューアイルランド島カビエンの近くで天霧が操艦を誤り、駆逐艦秋風に衝突した。天霧は艦首損傷で最大速力18ノット、秋風は6ノットとなり、ソロモン海で長く戦った天霧は内地に戻ることになった。天霧は第二十南油を曳航するもやはり風浪により曳航に失敗。天霧は損傷部の状況を考慮し第20南油の曳航をあきらめカビエンに回航。応急修理実施後、15日にトラック泊地へ到着した。同日附で天霧1隻となっていた第11駆逐隊は解隊された。なお、第二十南油は以後消息不明となり、17日に沈没認定がされた。

### 南西方面への転戦、沈没
1943年（昭和18年）12月20日、天霧はタンカー照川丸を護衛してトラック泊地を出発、サイパンに向かった。21日未明、照川丸はサイパン島の南東遠方沖で米潜水艦スケートの魚雷を受け、同日夜に沈没した。天霧は救援に駆けつけた軽巡能代などと共同で約5時間に亘り乗員を救助し、22日にトラック泊地に戻った。26日、天霧はスラバヤに向かうタンカー日栄丸、旭東丸をパラオまで護衛するため卯月とトラック泊地を出撃。29日にパラオ近海で駆逐艦早波に引き継ぎ、天霧は31日にパラオに到着した。
1944年（昭和19年）1月9日、天霧は陸軍の大発動艇輸送特殊艦にぎつ丸を護衛してパラオを出発、呉に向かった。12日夜、米潜水艦ヘイクが雷撃し、にぎつ丸は沖大東島沖で沈没した。天霧は他の艦とも協力して約9時間で800人余を救助し、呉に帰投した。
2月下旬まで呉で修理し、南西方面の輸送船団を護衛するため、呉から門司に移動した。3月1日、天霧は第三水雷戦隊を外れて第19駆逐隊（浦波、敷波）に編入、体調不良で指揮が取れなくなった花見に代わり、艦長に吉永源少佐が就任した。同日、掃海艇30号と共にモタ07船団として門司を出撃し、9日に台湾・高雄港に到着した。13日、海防艦干珠と共にヒ53船団を護衛して南下し、18日にシンガポール到着した。4月2日、天霧、海防艦松輪、水雷艇鳩とヒ55船団を護衛中に米潜水艦ヘイクが攻撃し、油槽船たらかん丸が被雷して船体前部を切断されたが、船団はシンガポールに到着した。
天霧はダバオへの輸送作戦に参加し、20日に重巡青葉、軽巡大井とシンガポールを出発した。23日午後、天霧はマカッサル海峡で触雷。復旧叶わず、魚雷投棄と「君が代」吹奏後に総員退去が宣言され、乗員は艦後方から海上に飛び込んで脱出した（花見前艦長の教え子で機関長の西之園茂は退艦せず、艦と運命を共にした）。午後2時53分、天霧は南緯2度12分 東経116度45分 / 南緯2.200度 東経116.750度の海域で沈没した。幸い昼間であったうえに海上も穏やかであり、生存者180人は青葉と大井に収容された。6月10日、天霧は駆逐艦籍から除籍された。艦名は海上自衛隊の護衛艦あまぎりに引き継がれた。

## 魚雷艇「PT-109」との衝突

PT-109との衝突時の航跡

- 1943年8月2日午前2時過ぎ、輸送任務を終えて帰航中であった天霧はソロモン諸島近くのニュージョージアの西で、１キロ先に「黒いモノ」を発見した。第五戦速で航行中の天霧と「黒いモノ」は瞬く間に接近し、「黒いモノ」が米海軍の哨戒魚雷艇と判明した時には、艦砲の俯角が足らなくなるほど近接していた。天霧は魚雷艇に「体当たり」する格好となり、38トンの木製魚雷艇は真っ二つとなって沈没した。この魚雷艇はジョン・F・ケネディ中尉が艇長を務めるPT-109で、当時付近の海域で哨戒任務にあたっていた[100][146][147][148]。
- 衝突時の状況に関して、当時艦橋にいた当事者による証言が幾つか存在するが、情報が錯綜しており各証言には食い違いが見られる。
  - 天霧に乗艦していた第11駆逐隊司令山代勝守大佐によれば、攻撃・衝突いずれも危険と判断した山代司令が（砲撃するには魚雷艇の位置が近すぎる上に砲炎の閃光で視界を奪われ、衝突すると魚雷が誘爆して損傷する危険がある）、魚雷艇の船尾をすり抜けようと取舵を指令した。そこへ艦長の花見弘平少佐が反対の面舵を号令し、すぐに取舵と号令を改めたが間に合わなかったとして、魚雷艇との衝突は「単なる事故」としている[100][146][147][148]。
  - 一方花見は、「右十度！　前進全速！」を命じて意図的に魚雷艇に衝突したと回想し、「（山代）司令による『取舵を採れ』は聞いていない」としている[100][149]。
  - また、当時花見の隣で雷撃戦に備え前方監視を行っていた水雷長の志賀博大尉は、山代司令による取舵の指令はあったと回想している。しかし同時に花見もこの指令に従い取舵の号令を発したと回想しており、かつ「このとき花見艦長は、とっさに、〔魚雷艇に対して天霧を〕正面からぶっつけるのが最善の防御法だと決意した」と、衝突が意図的なものであったように示唆している[150]。
- PT-109（魚雷4本搭載、37mm砲1門、乗員13名）は戦時急造の木製であった。レンドバ島の米軍基地には魚雷艇15隻が配備されており、当日も全隻が出動していた[151]。レーダーを装備していた魚雷艇もあったが、各部隊・各魚雷艇間の連絡・連繋が全くとれておらず、各魚雷艇合計魚雷30本を発射しながら1本も命中しなかった。PT-109も敵情・自軍状況を充分把握しておらず、とりあえず命令に従って哨戒行動中であった[152]。
- 高速で航行する魚雷艇が敵艦と衝突する事は滅多にない。だが当時PT-109は日本軍の航空機による攻撃を避けるため、機関音および航跡を出さないように、3基の内1基だけを使用する、減軸運転を行っていた。米側記録によると、PT-109は突然の会敵で増速が思うようにいかず、速度が乗らないままだったため舵の効きが鈍く、回避が困難であった。甲板の乗組員も火力強化のために特別に換装した対戦車砲に砲弾を装填しようと焦っていたという[100]。
- 天霧の損傷は艦首のわずかな亀裂と右スクリューの翼が曲がった程度で、航海に支障はなかった。当時の天霧の乗員はPT-109の乗員の全員の戦死を確信し、報告した[153][146]。第三水雷戦隊司令官伊集院松治大佐は、天霧が魚雷艇を踏み潰したと賞賛した[146]。日本の新聞にも掲載された[154]。
- PT-109の乗組員は2名が戦死したが、ケネディ中尉は生存者らを励ましながら5時間に亘って泳ぎ続けて陸地にたどり着き、最終的に残りの11名が救助された[100][155]。なお、生還した乗組員の1人は後に配属された別の魚雷艇で捕虜（駆逐艦夕雲の乗組員）の反抗に遭い、殺害されている[156]。
- ケネディはハーバード大学時代にフットボールで背中を大きく損傷しており、更に天霧との衝突で背中を打ちつけたうえにその後の遠泳で体を酷使したため、生涯にわたって背中の激痛に耐えなければならなかった[100]。
- 1951年（昭和26年）秋、ケネディは下院議員として来日、花見との面会を希望したが、日程上かなわず帰国した。これ以降花見とケネディは文通で交流する仲になった[100][157]。
- 後日、1952年の上院選、1960年の大統領選の際には、天霧の元乗員一同から激励の色紙を贈られている[158]。大統領選において花見は応援に来るように求められたが都合がつかず、代わりに天霧の元乗組員らを派遣したところ、現地で大歓迎を受けたという。また、かつて死闘した敵国軍人が恩讐を超えて選挙応援に駆け付けたことに多くのアメリカ人が心を打たれたことが、アメリカ史に残る大接戦となった大統領選でのケネディ勝利に貢献したといわれる[100][159]。
- 映画『魚雷艇109』が暗殺の5ヶ月前に公開され、日本でも公開された。

## 歴代艦長
※『艦長たちの軍艦史』279-280頁による。

### 艤装員長
1. 帖佐敬吉 中佐：1930年6月20日[160] -　1930年11月10日[161]

### 艦長
1. 帖佐敬吉 中佐：1930年11月10日[161] - 1931年12月1日[162]
2. 広瀬末人 中佐：1931年12月1日[162] - 1932年5月16日[163]
3. 金桝義夫 少佐：1932年5月16日[163] - 1932年12月1日[164]
4. 博義王 少佐：1932年12月1日[164] - 1933年10月10日[165]
5. 佐藤俊美 中佐：1933年10月10日[165] - 1935年10月15日[166]
6. 中川浩 中佐：1935年10月15日[166] - 1936年12月1日[167]
7. （兼）松原博 中佐：1936年12月1日[167] - 1936年12月12日[168]
8. 原為一 少佐：1936年12月12日[168] - 1937年12月1日[169]
9. 中原義一郎 少佐：1937年12月1日[169] - 1940年9月1日[25]
10. 蘆田部一 中佐：1940年9月1日[25] - 1943年5月25日[170]
11. 花見弘平 少佐：1943年5月25日[170] - 1944年3月1日[137]
12. 吉永源 少佐：1944年3月1日[137] - 1944年5月1日[171]